# Schizoproctus inflatus
Schizoproctus inflatus – gatunek morskiego widłonoga z rodziny Botryllophilidae. Opisał go w 1885 roku szwedzki zoolog Carl Aurivillius, tworząc dla niego nowy rodzaj Schizoproctus i nieuznawaną obecnie rodzinę Schizoproctidae. Holotyp – samicę – pozyskano z kosza skrzelowego złowionej na Spitsbergenie żachwy z rodzaju Phallusia, której skorupiak ten jest pasożytem. 